# Duplachionaspis saccharifolii
Duplachionaspis saccharifolii är en insektsart som först beskrevs av Leo Zehntner 1897.  Duplachionaspis saccharifolii ingår i släktet Duplachionaspis och familjen pansarsköldlöss. Inga underarter finns listade i Catalogue of Life.